# Odescalchi Gyula
Herceg Odescalchi Gyula (Pozsony, 1828. november 26. – Nyitrazsámbokrét, 1896. szeptember 29.) katona, politikus, az Odescalchi család tagja.

## Életrajza
Olasz eredetű elit főnemesi családba született 1828-ban. Az 1848-as forradalomban a Nemzetőrséghez csatlakozott, ahol főhadnagyként szolgált Nyitra vármegyében. A szabadságharc után családjával Svájcba menekültek, ahonnét 1850-ben tértek vissza Magyarországra. 1855-ben feleségül vette Degenfeld Anna grófnőt, Tisza Kálmánné nővérét. Az 1861-es és az 1865-ös választásokon a Határozati Párt, majd a Balközép Párt színeiben indult és nyert mindkétszer parlamenti mandátumot.
A Balközép és a Deák-párt egyesüléséből született Szabadelvű Pártba is belépett. Ennek színeiben az 1878-as választásokon szerzett először mandátumot a nagytapolcsányi kerületben, ahol aztán az 1887-es választásokig sikerrel újrázott. Ezután haláláig származása révén a főrendiház tagja volt.